# Николаевка (Симферопольский район)
Никола́евка (укр. Миколаївка, крымскотат. Nikolayevka, Николаевка) — посёлок городского типа в Симферопольском районе Крыма, центр Николаевского сельского поселения (Николаевского поселкового совета).

## Современное состояние
В Николаевке имеется 1 проспект, 35 улиц и 8 переулков; селение занимает площадь 546 га, на которой, по данным сельсовета на 2009 год, в 714 дворах числилось 2779 жителей. В центральной части Николаевки имеется Луна-парк с детскими аттракционами. В посёлке действует муниципальное бюджетное общеобразовательное учреждение «Николаевская школа», амбулатория, Никольская церковь.
Планируется построить в посёлке Николаевка на берегу моря опреснительную установку для водоснабжения Симферополя и Симферопольского района.

## Население
| 1989  | 2001  | 2009  | 2010  | 2011  | 2012  |
| ----- | ----- | ----- | ----- | ----- | ----- |
| 2467  | ↗2672 | ↗2708 | ↗2720 | ↗2723 | ↗2735 |
| 2013  | 2014  |       |       |       |       |
| ↗2761 | ↗2817 |       |       |       |       |

## География
Посёлок расположен примерно в 40 км к западу от крымской столицы — города Симферополя, на берегу Чёрного моря, высота центра посёлка над уровнем моря — 15 м.

### Геология
Посёлок Николаевка расположен на юго-западном побережье равнинного Крыма, омывается водами Каламитского залива. В районе Николаевки берег, сложенный рыхлыми породами, активно подмывается волнами моря, вследствие чего на обрывистом (высотой 2—5 м) берегу хорошо просматривается обнаженная толща горных пород. Местность сложена желто- и красно-бурыми континентальными глинами с прослойками песчаников и конгломератов. Эти отложения неогенового возраста (плиоцен) геологи называют таврской свитой.
Прослойки красного цвета, в них ископаемые почвы (краснозёмы). Они служат отличной грунтовой основой для развивающегося здесь виноградарства. Сверху таврская толща покрыта галечниковыми отложениями, принесёнными сюда с гор водными потоками в нижнечетвертичное время. Участок отложений, обнажившихся в береговом обрыве в районе села Николаевки, в 1968 году был объявлен памятником природы. Здесь были найдены костные остатки древних ископаемых, сравнительно недавно обитавших в Крыму (гиппарион, слон и др.).

## История

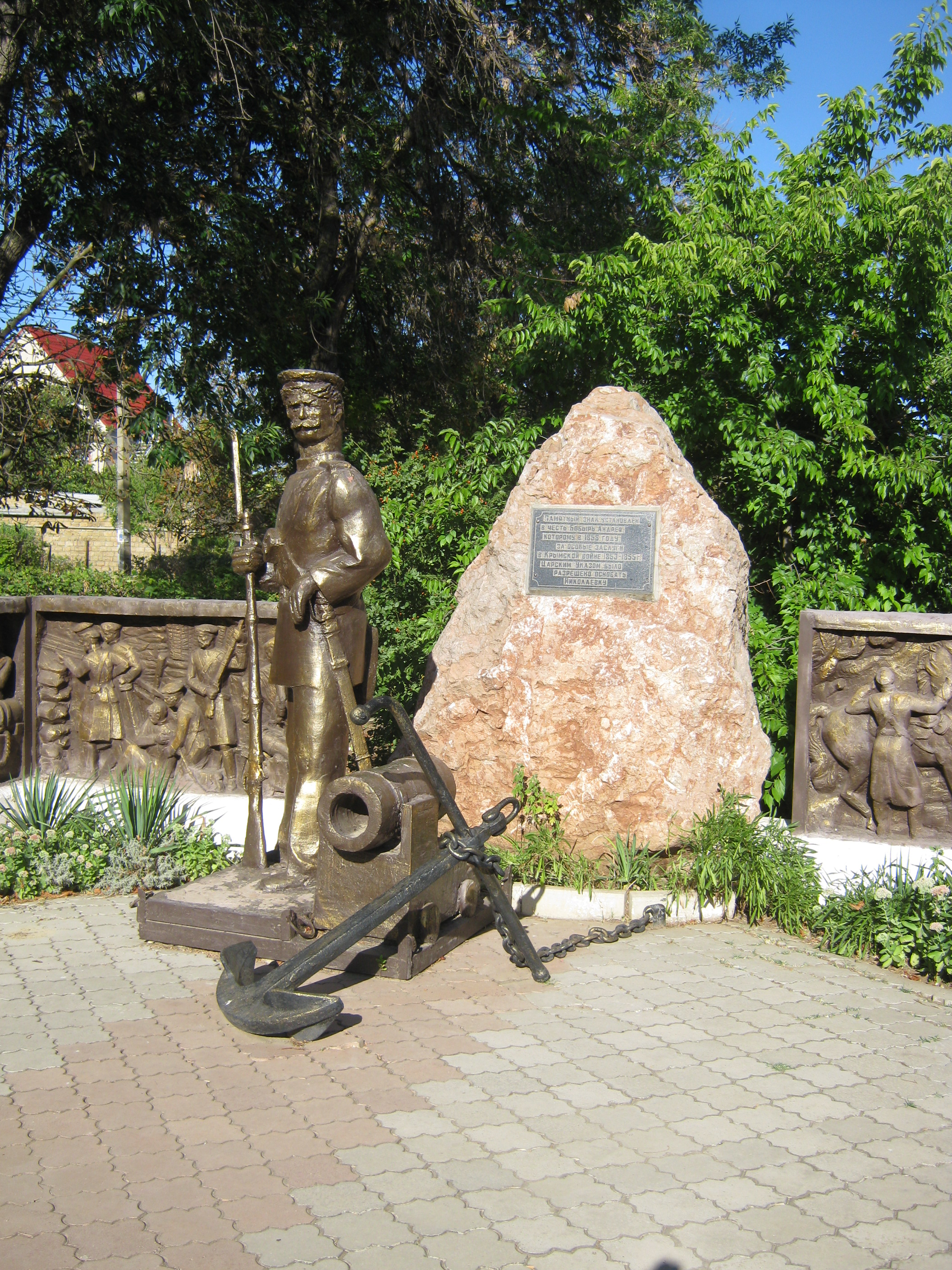
Памятник А. Г. Бобырю — основателю Николаевки

По преданиям, основал Николаевку в 1858 году отставной матрос-бомбардир, участник Синопского сражения и первой обороны Севастополя Андрей Григорьевич Бобырь, которому удалось выхлопотать у Императора разрешение для себя и товарищей-ветеранов Черноморского флота поселиться в этой местности. Бывшие матросы осенью 1858 года соорудили землянки на берегу моря, у родника Николов ключ, положив начало селу с названием Николаевка.
Впервые в доступных источниках село встречается в «Списке населённых мест Таврической губернии по сведениям 1864 года», составленном по результатам VIII ревизии 1864 года, согласно которому Ново-Николаевка — казённая русская деревня Дуванкойской волости, с 18 дворами и 109 жителями на берегу Чёрного моря. На трёхвёрстовой карте 1865—1876 года в деревне 15 дворов. В «Памятной книге Таврической губернии 1889 года» по результатам Х ревизии 1887 года записана Николаевка с 44 дворами и 274 жителями.
После земской реформы 1890-х годов деревню передали в состав новой Булганакской волости. На верстовой карте 1890 года в деревне обозначено 15 дворов. По «…Памятной книжке Таврической губернии на 1892 год» в деревне Николаевка, составлявшей Николаевское сельское общество, числилось 346 жителей в 44 домохозяйствах. По «…Памятной книжке Таврической губернии на 1902 год» в деревне Николаевка, составлявшей Николаевское сельское общество, числилось 344 жителя в 44 домохозяйствах, из них мужчин — 181, женщин — 163. На 1914 год в селении действовали 3 земские школы. По Статистическому справочнику Таврической губернии. Ч.II-я. Статистический очерк, выпуск шестой Симферопольский уезд, 1915 год, в деревне Николаевка Булганакской волости Симферопольского уезда числилось 92 двора с русским населением в количестве 564 человека приписных жителей и 27 — «посторонних», из которых 304 мужчины и 287 женщин. Жители владели 833 десятинами удобной земли. В хозяйствах имелось 234 лошади, 62 вола, 46 коров и 70 голов мелкого скота.
После установления в Крыму Советской власти, по постановлению Крымревкома от 8 января 1921 года была упразднена волостная система и село включили в состав вновь созданного Подгородне-Петровского района Симферопольского уезда, а в 1922 году уезды получили название округов. 11 октября 1923 года, согласно постановлению ВЦИК, в административное деление Крымской АССР были внесены изменения, в результате которых был ликвидирован Подгородне-Петровский район и образован Симферопольский, а село включили в его состав. Согласно Списку населённых пунктов Крымской АССР по Всесоюзной переписи 17 декабря 1926 года, в селе Николаевка, Дорт-Кульского сельсовета Симферопольского района числилось 145 дворов, из них 123 крестьянских, население составляло 730 человек, из них 50 русских, 659 украинцев, 8 белорусов, 7 татар, 4 армян, 1 немец, 1 грек, действовала русская школа.
- В 1929 году был организован колхоз «Ленинец», в который вступило 17 человек. Колхоз возглавил В. Н. Доронькин, 11 ноября был образован Николаевский сельский совет.
- В 1930 году был организован ещё один рыболовецкий колхоз «Труженик моря».
- В 1931 году произошло объединение этих колхозов в один — «Ленинец», председателем объединённого колхоза стал Т. Д. Бобырь — внук основателя деревни. Колхоз выращивал хлопок, занимался полеводством, ловил рыбу. Постановлением президиума КрымЦИК от 26 января 1935 года «Об образовании новой административной территориальной сети Крымской АССР» был создан Сакский район[35] в который включили село, видимо, тогда же был создан сельсовет, поскольку на 1940 год он уже существовал[36] (в коем состоянии село пребувает всю дальнейшую историю[37][38]). С 1936 года колхоз стал одним из самых крепких в Сакском районе.
- В конце октября 1941 года передовые части немецко-фашистских войск перерезали шоссе Евпатория-Симферополь и вышли на прибрежную дорогу у Николаевки. 30 октября, в 16 час. 35 мин. по ним открыла огонь расположенная вблизи Николаевки 54-я береговая батарея под командованием лейтенанта И. И. Заики. Этот день считается началом обороны Севастополя.
- 13 апреля] 1944 года село было освобождено. На месте расположения 54-й береговой батареи был установлен памятный знак, а также сооружён мемориал «Корабельное орудие 34-К» героям-батарейцам возле сельского кладбища.
- Колхоз «Путь Ленина» был восстановлен, председателем стал А. Т. Шаповалов.
- С 1957 года колхоз являлся одним из крупнейших в Сакском районе. За хозяйством было закреплено 7,6 тыс. га пашни, в тракторной бригаде работал 21 трактор и 12 комбайнов. На ферме было 977 голов крупного рогатого скота. На 1974 год в Николаевке числилось 1990 жителей[39]. Указом Президиума Верховного Совета УССР «Об укрупнении сельских районов Крымской области», от 30 декабря 1962 года посёлок присоединили к Евпаторийскому району[40][41], а, 1 января 1965 года, указом Президиума ВС УССР «О внесении изменений в административное районирование УССР — по Крымской области», включили в состав Симферопольского[42]. Решением Крымоблисполкома от 8 февраля 1988 года № 53 Николаевка была отнесена к категории посёлков городского типа[33]. С 12 февраля 1991 года село в восстановленной Крымской АССР[43], 26 февраля 1992 года переименованной в Автономную Республику Крым[44]. С 18 марта 2014 года — де-факто в составе Республики Крым России[45].